# Rhodacarus marksae
Rhodacarus marksae är en spindeldjursart som beskrevs av Domrow 1957. Rhodacarus marksae ingår i släktet Rhodacarus och familjen Rhodacaridae. Inga underarter finns listade i Catalogue of Life.